# José Luis Acuña
José Luis Acuña, född 25 oktober 2002 i Neuquén, är en argentinsk taekwondoutövare.

## Karriär
Acuña började med taekwondo som 12-åring. I april 2018 tog han silver i 55 kg-klassen vid junior-VM i Hammamet efter en finalförlust mot iranske Amir Sina Bakhtiari. I oktober 2018 tävlade Acuña i 55 kg-klassen vid ungdoms-OS i Buenos Aires, där han blev utslagen i kvartsfinalen av nigeriska Mahamadou Amadou. I november 2021 tog Acuña silver i 58 kg-klassen vid panamerikanska spelen för juniorer i Cali efter en finalförlust mot colombianske Jhon Garrido.
I maj 2023 tävlade Acuña i 68 kg-klassen vid VM i Baku, där han blev utslagen i 32-delsfinalen av spanske Javier Pérez. I oktober 2023 tog Acuña brons i 68 kg-klassen vid panamerikanska spelen i Santiago.